# Laura Daners
Laura Daners (* 1. Februar 1967; † 17. September 2010) war eine uruguayische Synchronschwimmerin, Journalistin und TV-Moderatorin.
Daners war zunächst eine durchaus erfolgreiche Synchronschwimmerin und nahm mit Uruguay an den Panamerikanischen Spielen 1987 in Indianapolis teil. Sie begann ihre journalistische Laufbahn beim Canal 5. Einer breiten Öffentlichkeit wurde sie sodann als Moderatorin von Telemundo, der Hauptnachrichtensendung des Canal 12 an der Seite von Néber Araújo bekannt. Daners litt an Multipler Sklerose, die letztlich zum Tod führte. Die Mutter von zwei Kindern wurde auf dem Friedhof von Buceo beigesetzt.